# Tramway de Nîmes

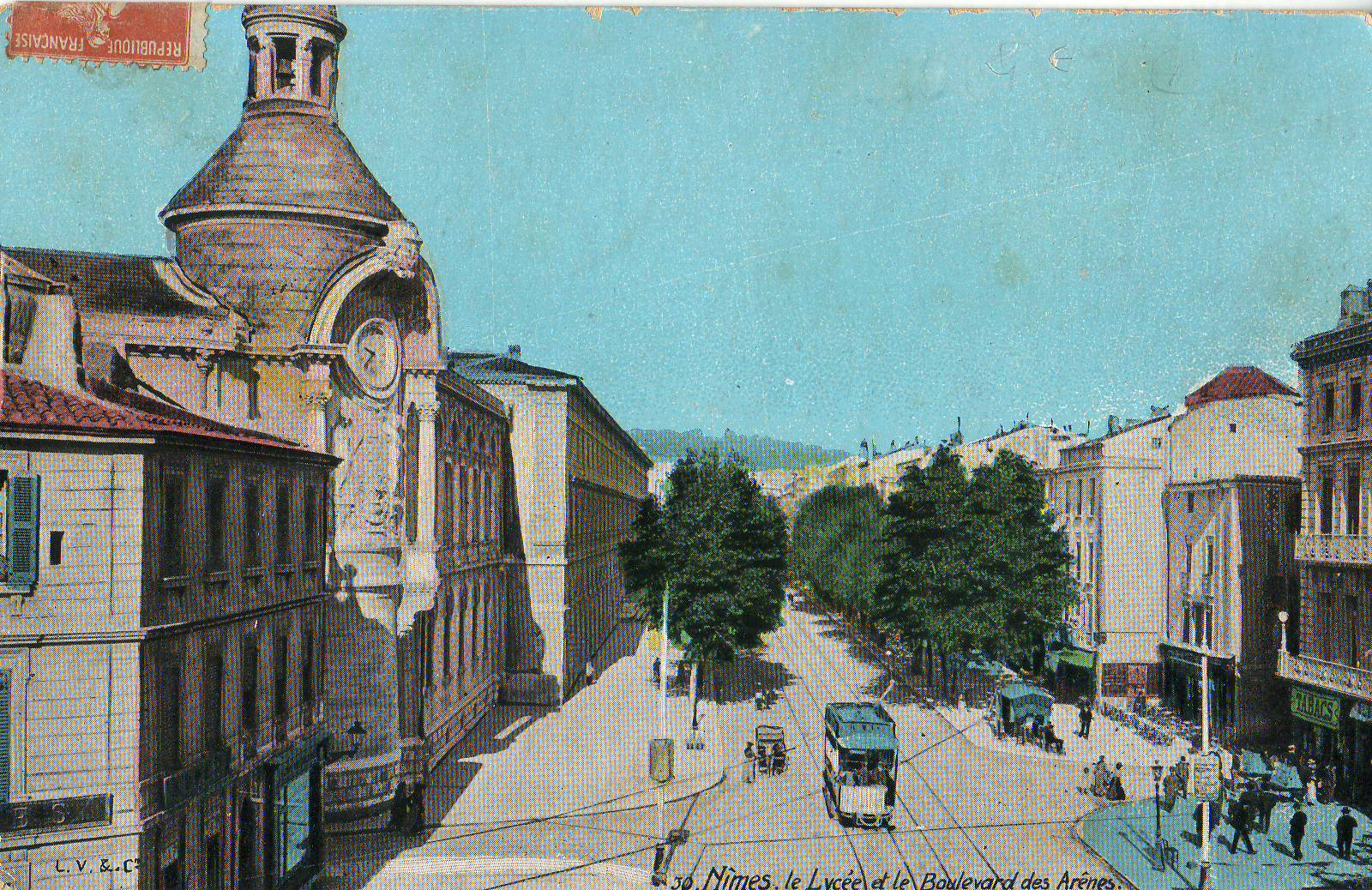
Autre vue du boulevard des Arènes, devant le lycée

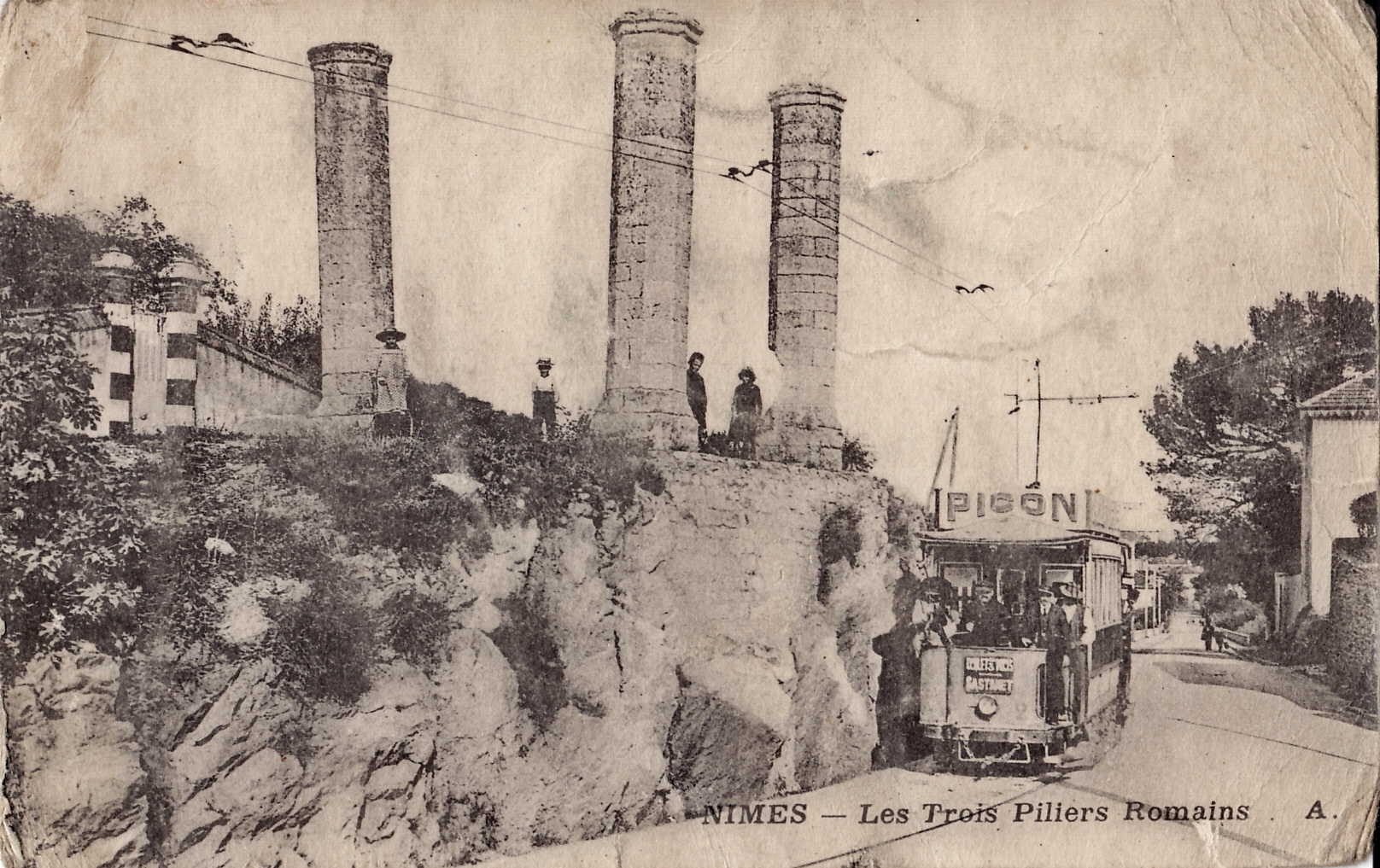
Tramway aux Trois Piliers Romains

Le réseau de tramway de Nîmes a été mis en service en 1880. Le dernier tramway a circulé en juillet 1951.

## Histoire
Le réseau a été concédé à la  Compagnie générale des omnibus de Marseille qui exploite les réseaux de Montpellier et Marseille. La Société des tramways du Var et du Gard lui succède en 1895. Elle est remplacée en 1899, par la Compagnie des tramways de Nîmes.
Le réseau de tramway a été supprimé et remplacé par des autobus en 1950.

### La Compagnie générale des omnibus de Marseille
La concession d'un premier réseau de tramways à chevaux dans la ville de Nîmes est attribuée le 6 décembre 1878, par la Ville à Monsieur Bruneau, pour une durée de 60 ans.
Ce dernier cède ses droits à la  Compagnie générale des omnibus de Marseille (CGOM)  le 10 novembre 1879,
La CGOM construit un réseau de trois lignes à voie normale, mises en service le 28 juillet 1880, circulant sur les itinéraires suivants (selon la toponymie de l'époque)  :
1. Du Casino au quai sud de la Fontaine, passant par le boulevard du Viaduc et l'avenue Feuchères, le pourtour ouest de l'esplanade, la place Saint-Antoine, le boulevard Saint-Antoine, la place de la Madeleine, le boulevard de la Madeleine, la place de la Maison-Carrée, le boulevard de la Comédie, et aboutissant au quai sud de la Fontaine ;
2. Du Casino au quai nord de la Fontaine, passant par le boulevard du Viaduc, l'avenue Feuchères, le pourtour est de l'esplanade, les boulevards des Calquières, des Carmes, des Casernes, du petit et du grand Cours, par les places de la Bouquerie et Antonin, et aboutissant au quai nord de la Fontaine.
3. De l'octroi du chemin de Montpellier à la caserne d'artillerie, passant par le chemin de Montpellier, la place des Arènes, le boulevard de l'Esplanade, la rue Notre Dame, le chemin d'Avignon, la rue Sully et le chemin d'Uzès[2].

Ce réseau a une longueur de 6,5 km.
Après la faillite de l'entreprise, la concession est cédée à la Société des chemins de fer et tramways du Var et du Gard.

### Société des tramways du Var et du Gard
La Société des tramways du Var et du Gard (STVG) se voit attribuer les droits de la faillite de la CGOM par décret du 7 mars 1895 l'exploitation du réseau de tramway à chevaux des villes de Toulon et de Nîmes. Elle le cède en 1899 à la Compagnie des tramways de Nîmes.

### Compagnie des tramways de Nîmes

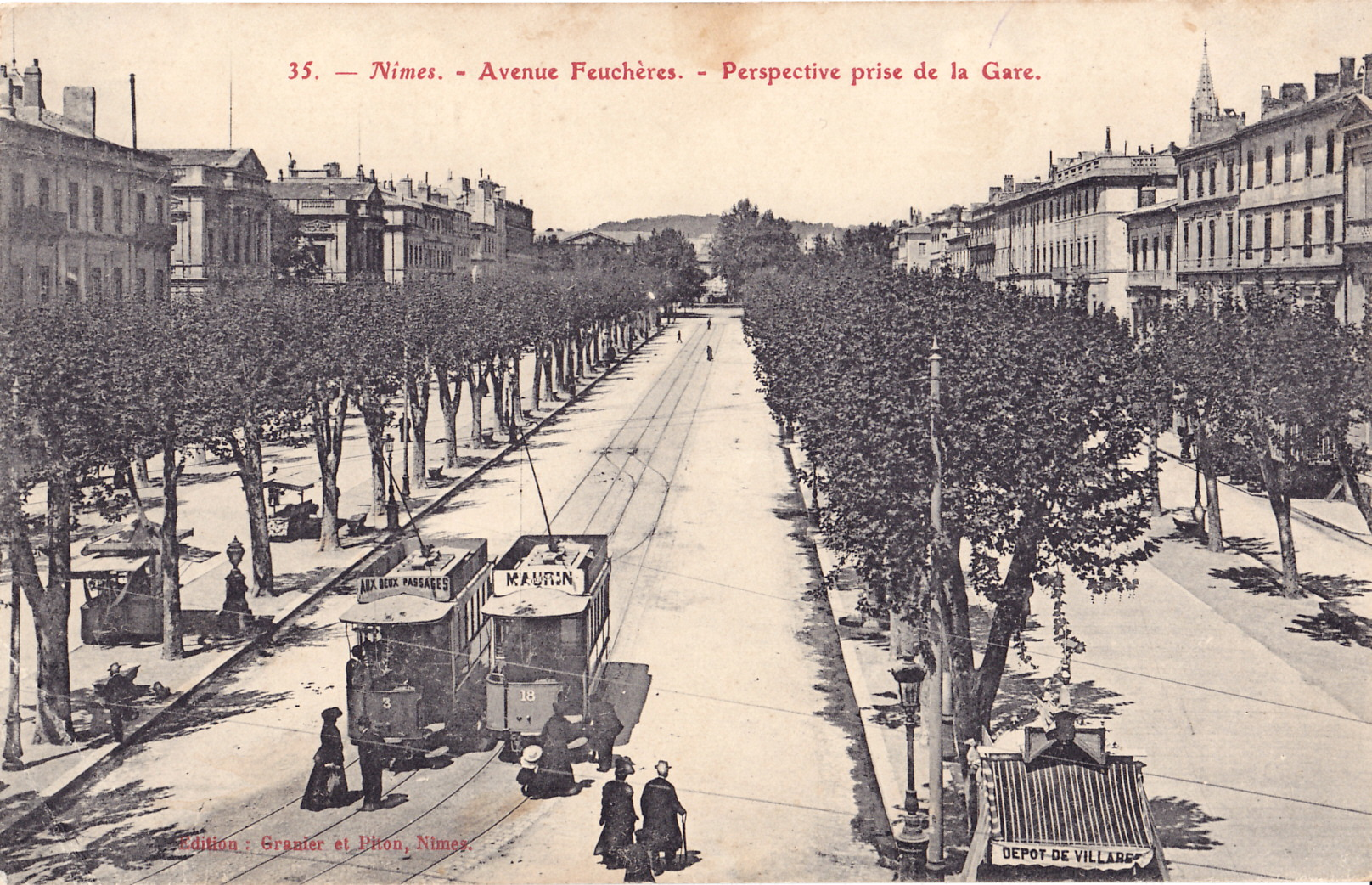
Croisement de deux trams, avenue Feuchères.

La Compagnie des tramways de Nîmes (CTN), créée le 16 mai 1898 et dont le siège est rue Grollée à Lyon, se voit rétrocéder le réseau de tramways à chevaux afin d'électrifier et d'étendre le réseau, par un décret du 27 décembre 1898.
Selon le cahier des charges de la nouvelle concession, le réseau devait être constitué des lignes suivantes, avec la toponymie de l'époque :
- Ligne A : Ligne des boulevards, composée des lignes 1 et 2 du réseau concédé de 1878, moins la partie comprise entre la gare PLM  et le casino.
La ligne A a son origine, à la  gare des voyageurs Paris-Lyon-Méditerranée, passe par l'avenue Feuchères, le pourtour ouest de l'Esplanade et de la place des Arènes, les boulevards Victor-Hugo, Gambetta. Amiral-Courbet, le pourtour-est de l'Esplanade et l'avenue Feuchères (2,950 km).
- Ligne B : Ligne du Mas-Mathieu au boulevard de là République, composée d'une partie de la ligne 3 de la concession de 1878 et du prolongement de cette ligne sur la route nationale 87.
La ligne B emprunte la route nationale no 87 sur tout son parcours (3,495 km).
- Ligne C : Ligne de l'avenue de la Plateforme au Chalet des Trois-Ponts, passant par l'avenue de la Plateforme le quai sud de La Fontaine, les rues Antonin, Molière, de la Banque, Crémieux, la place Belle-Croix, la rue de la Curaterie, la place des Carmes, la rue d'Uzèq et la route d'Uzès.
Cette ligne englobe le tronçon établi sur ta route d'Uzès de la ligne no 3 du réseau concédé de 1878 (3,560 km).
- Ligne D : Ligne de la gare des voyageurs Paris-Lyon-Méditerranée à la Fontaine, passant par les boulevards Sergent-Triaire et de la République (2,844 km)[9].

À cette époque la longueur des lignes est de 12,7 km.

### Société fermière des tramways de Nîmes
La Société fermière des tramways de Nîmes (SFTN) est constituée les 28 février et 9 mars 1933 et succède à la CTN. Son siège social se trouve à Nîmes, 1 rue des Marronniers (dépôt des tramways).
L'exploitation de la concession est reprise en régie par la ville et « aux frais, risques et périls de la société fermière », à la suite d'une grève du personnel de l'exploitant consécutif au licenciement de 14 agents, et où « la société, sans engager de négociations avec son personnel, s'est bornée à adresser à chacun de ses agents une lettre de congédiement », amenant ainsi la compagnie à créer les conditions d'une interruption durable du service public qui lui était concédé. Bien après, la convention d'affermage fut résiliée le 9 mars 1953, suivant une convention approuvée par décret du 12 avril 1955[réf. nécessaire].

## Infrastructure

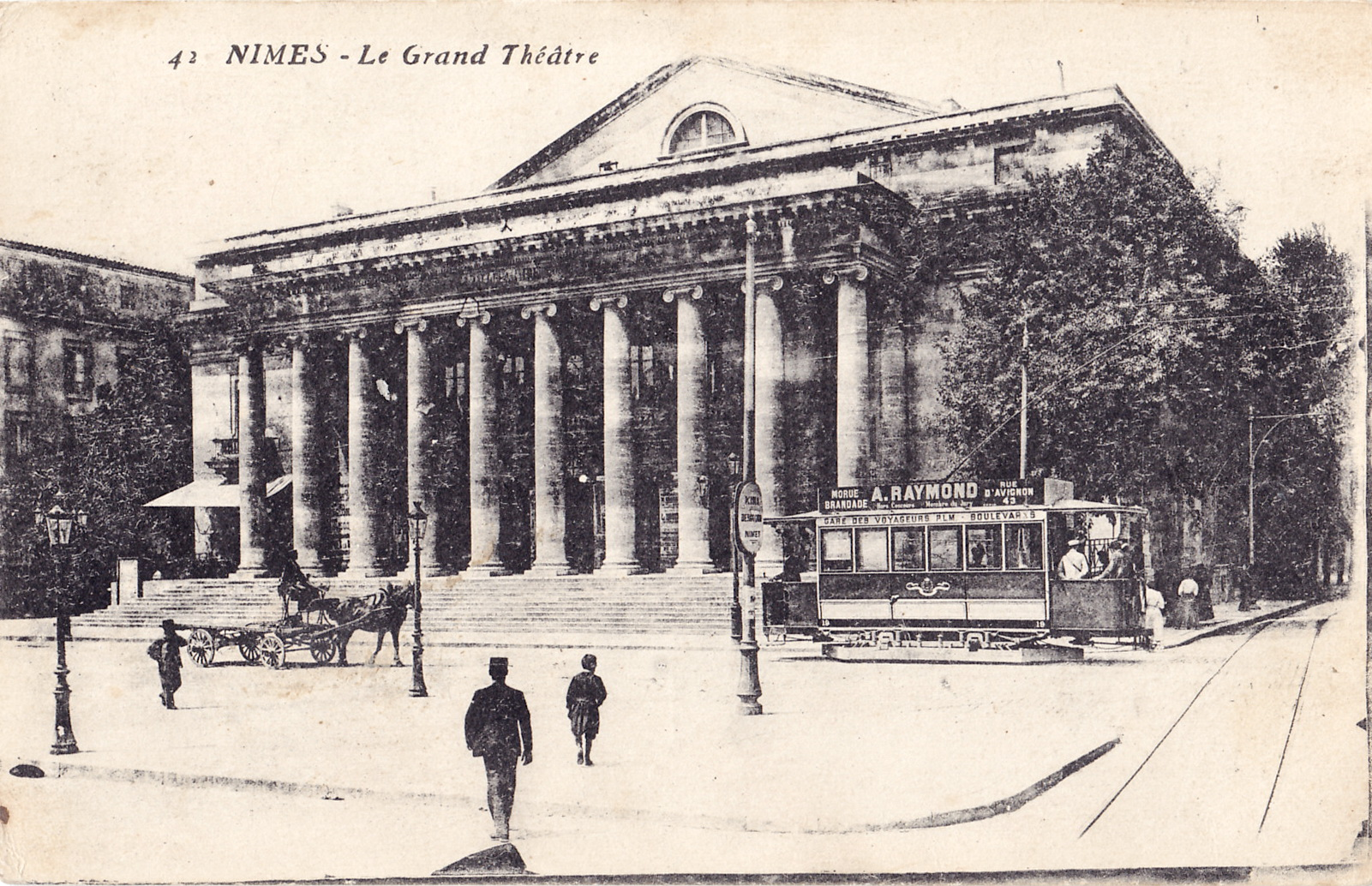
Un tramway de la ligne A devant le Théâtre municipal (Nîmes)...

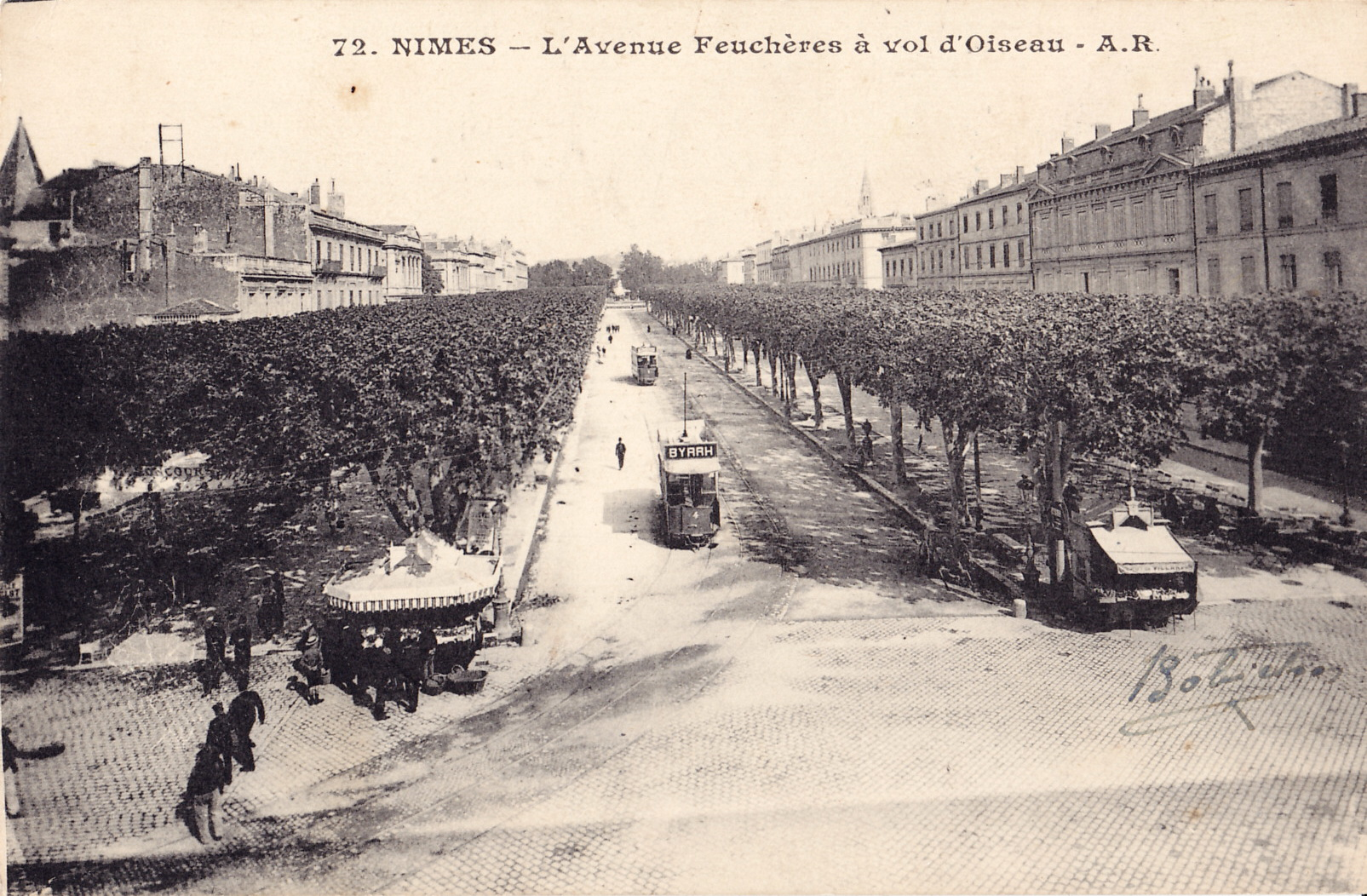
... et avenue Feuchères.

### Les lignes
Le réseau était constitué de cinq lignes construites à voie normale :
- ligne A : Gare PLM – Gare PLM (ceinture par les boulevards) (2,9 km) ;
- ligne B : Gare de la Camargue – Mas Mathieu (3.5 km) ;
- ligne C : Avenue de la Plateforme – Le Chalet des trois ponts, (3.5 km) prolongée en 1911 à Castanet ;
- ligne D : Gare PLM – Jardin de la Fontaine par le boulevard de la République (2.8 km).
- ligne E, créée en 1911 : les Halles et la Croix de Fer[12].

La longueur totale des lignes du réseau à son apogée était de 19,3 km.

### Dépôt et installations électriques
L'usine électrique et le dépôt étaient situés 25 rue des Marronniers, au sud de la gare, à laquelle ils étaient reliés par un raccordement de service.
Mise en service en 1899 par la société des tramways de Nîmes pour la création du réseau de tramways électriques, la centrale cesse d'être utilisée en 1926.

## Exploitation

### Matériel roulant
- Motrices à 2 essieux (25 unités), livrées entre 1899 et 1901
- Remorques à 2 essieux (21 unités), livrées entre 1899 et 1901[14]

## Vestiges et matériels préservés
Un abribus construit lors de l'ouverture de la ligne C à l'ancien terminus de Castanet est encore présent de nos jours... il est visible à l'actuel arrêt de bus Robinson (anciennement Pont de la République) en direction du centre-ville.